# Monochamus granulipennis
Monochamus granulipennis là một loài bọ cánh cứng trong họ Cerambycidae.